# Brenandendron
Brenandendron är ett släkte av korgblommiga växter. Brenandendron ingår i familjen korgblommiga växter.
Kladogram enligt Catalogue of Life:
| Brenandendron | \| \| Brenandendron donianum \| \| \| \| \| \| Brenandendron frondosum \| \| \| \| \| \| Brenandendron titanophyllum \| \| \| \| |
|               | \| \| Brenandendron donianum \| \| \| \| \| \| Brenandendron frondosum \| \| \| \| \| \| Brenandendron titanophyllum \| \| \| \| |
|               | Brenandendron donianum |
|               | |
|               | Brenandendron frondosum |
|               | |
|               | Brenandendron titanophyllum |
|               | |